# Asunción Balaguer
María Asunción Balaguer Golobart (Manresa, 8 de novembro de 1925 – Cercedilla, 23 de novembro de 2019) foi uma atriz espanhola. Foi casada com o ator Paco Rabal de 1951 até a morte dele, em 2001. Balaguer morreu aos 94 anos no dia 23 de novembro de 2019.

## Filmografia
- Barcelona, noche de invierno (2015)
- Efímera (2012)
- Ojos que no ven (2012)
- Huidas (2012)
- Gran Hotel (2011)
- Abstenerse agencias (2011)
- Vidas pequeñas (2010)
- Pájaros de papel (2010)
- Socarrat (2009)
- Fuga de cerebros (2009)
- Enloquecidas (2008)
- Aqua, el riu vermell (2007)
- My Way (2007)
- Rosario (2005)
- Las llaves de la independencia (2005)
- Mala uva (2004)
- Un día sin fin (2004)
- Las noches de Constantinopla (2002)
- Días de boda (2002)
- Primer y último amor (2002)
- Un momento estelar (2002)
- Perdidos (2002)
- O Rapaz do Trapezio Voador (2002)
- El sueño del caimán (2001)
- Nada más (2001)
- Sólo mía (2001)
- ¿Tú qué harías por amor? (2001)
- Silencio roto (2001)
- Peixe-Lua (2000)
- La verdad si no miento (2000)
- Las huellas borradas (1999)
- Extraños (1999)
- El beso de la tierra (1999)
- El evangelio de las maravillas (1998)
- Memorias del ángel caído (1998)
- Ella no está sola (1998)
- Boca a boca (1995)
- El palomo cojo (1995
- Una casa en las afueras (1995)
- La niña de tus sueños (1995)
- Felicidades Tovarich (1995)
- Cómo ser infeliz y disfrutarlo (1994)
- El pájaro de la felicidad (1993)
- El hombre de la nevera (1993)
- El largo invierno (1992) )
- El hombre que perdió su sombra (1991)
- Cómo ser mujer y no morir en el intento (1991)
- El sueño del mono loco (1989)
- Quimera (1988)
- El amor de ahora (1987)
- Lulú de noche (1986)
- El hermano bastardo de Dios (1986)
- La hora bruja (1985)
- Pasaron los días (1985)
- Loca por el circo (1982)
- Las melancólicas (1974)
- La otra imagen (1973)
- Los desafíos (1969)
- María Rosa (1965)
- El camino (1963)
- 091 Policía al habla (1960)
- El canto del gallo (1955)
- Perseguidos (1952)
- Gran Hotel(2011/2013)...Lady Ludivina
- O Rapaz do Trapézio Voador (2002)

## Televisão
- Chiringuito de Pepe (2016)
- Merlí (2015-2018)
- Olmos y Robles (2015-2016)
- B&B, de boca en boca (2014)
- Los misterios de Laura (2014)
- Pulseras rojas (2013)
- La que se avecina (2013)
- Gran hotel (2011-2013)
- Alfonso, el príncipe maldito (2010)
- Hay alguien ahí
  - Castillo de naipes (10 de fevereiro de 2010)
- Amar en tiempos revueltos
  - Hortensia humilla a Ovidio (4 de maio de 2009)
- La familia Mata (23 de fevereiro de 2009)
- Guante blanco
  - La reliquia (31 de outubro de 2008)
  - El vino (7 de novembro de 2008)
- MIR
  - Una noche torcida (4 de Janeiro de 2008)
- Estados alterados Maitena (2008)
- Hermanos y detectives
  - Tiempos difíciles (4 de novembro de 2007)
  - No me quieras tanto (4 de janeiro de 2009)
- Películas para no dormir
  - La habitación del niño (12 de janeiro de 2007)
- Aquí no hay quien viva
  - Érase una extradición (6 de abril de 2006)
- Los Serrano
  - La donante de órganos (16 de fevereiro de 2005)
- El comisario
  - Lo que el tiempo no cura (21 de janeiro de 2005)
- 7 vidas
  - Adoptation (18 de abril de 2004)
- Hospital Central
  - Confía en mí (20 de março de 2002)
  - Sangre de tu sangre (11 de outubro de 2006)
- Ana y los 7
  - Abuela de fin de semana (1 de janeiro de 2002)
- Géminis, venganza de amor (2002)
- Robles, investigador
  - In memoriam (14 de fevereiro de 2001)
- ¡Ala... Dina!
  - Robin Okupa (15 de março de 2000)
- La casa de los líos
  - El don (30 de março de 1997)
  - Dos novios atómicos (19 de abril de 1998)
  - El combate del siglo (24 de Janeiro de 1999)
- Yo, una mujer (1996)
- Médico de familia
  - Debajo del puente (17 de outubro de 1995)
- Los ladrones van a la oficina
  - La herencia de Escabeche (12 de Janeiro de 1994)
- ¡Ay, Señor, Señor!
  - Cada oveja con su pareja (1 de janeiro de 1994)
- Una gloria nacional (27 de setembro de 1993)
- La huella del crimen
  - El crimen del expreso de Andalucía (27 de fevereiro de 1991)
- La mujer de tu vida
  - La mujer infiel (2 de março de 1990)
- Juncal (4 de março de 1989)
- El mundo de Juan Lobón (14 de Janeiro de 1989)
- Página de sucesos
  - Parejas rotas (27 de dezembro de 1985)
- Teresa de Jesús (1984)
- Estudio 1
  - Las brujas de Salem (11 de maio de 1973)
  - El barón (8 de agosto de 1983)
  - El sombrero de copa (21 de agosto de 1984)
- Cristóbal Colón (1 de Janeiro de 1968)
- Novela
  - Telarañas (18 de julho de 1966)
  - Cambio de luz (13 de março de 1967)
  - El padre de familia (3 de Setembro de 1973)
- Diego de Acevedo (1966)

}}

## Teatro
- Sueños y visiones del Rey Ricardo III (2014), versión de José Sanchis Sinisterra sobre William Shakespeare
- Una vida robada (2013), de Antonio Muñoz de Mesa
- Follies (2012) de James Goldman (libro) y Stephen Sondheim (música y letra)
- El Tiempo es un Sueño (2012), de Rafael Álvarez "El Brujo"
- El pisito (2009)
- Casa de muñecas (1983), de Henrik Ibsen.
- El barón (1983), de Leandro Fernández de Moratín.[1]
- El sombrero de copa (1982) de Vital Aza.
- Después de la caída (1965), de Arthur Miller.
- Edipo (1958), de José María Pemán.
- La vida es sueño (1955), de Pedro Calderón de la Barca
- La cena del rey Baltasar (1954), de Pedro Calderón de la Barca.[2]
- Antigona (1951) de Sofocles.https://www.teatreromeapropietat.cat/es/archivo-digital/espectaculos?view=espectaculo&id=2212
- L'alcova vermella (1951) de Josep Maria de Sagarra.
- La discreta enamorada de Lope de Vega.
- Eco y Narciso de Pedro Calderón de la Barca.
- Nuestra diosa de Massimo Bontempelli.
- El tiempo es un sueño de Lenormand.
- María Estuardo de Friedrich Schiller.
- Otelo de William Shakespeare.
- Nuestra ciudad de Thornton Wilder.
- Plaza de Oriente de Joaquín Calvo Sotelo.
- Proceso a Jesús.
- Después de la caída de Arthur Miller.

Predefinição:Reftermina